# Yassassin (Litfiba)
Yassassin è il secondo EP della rockband italiana Litfiba pubblicato dalla Contempo Records nella primavera del 1984.

## Il disco
L'idea nacque quando i Litfiba si esibirono all'Altro Mondo di Rimini, il 18 maggio 1984, in una serata tributo a David Bowie intitolata Let's Bowie. Il gruppo eseguì la cover Yassassin (dall'album Lodger di David Bowie) trasformandola, per l'occasione, in una versione più movimentata e ritmata. La cosa piacque così tanto alla Contempo che decise di pubblicarla ufficialmente.
L'opera, come gli altri vinili precedenti, non è mai stata ristampata in CD anche se c'è da dire che tutte le tracce sono state riproposte: Elettrica danza, una ballata, è stata pubblicata nella raccolta in CD Re del silenzio, mentre le altre due tracce sono state riproposte nel singolo Proibito sempre in 33 giri. Successivamente la traccia 3 è comparsa anche sull'edizione speciale di Sogno ribelle e nel 2010 nella raccolta Tutto Litfiba - Eroi nel vento '84-'93.
Le due versioni di Yassassin (traccia uno e tre) sono differenti fra loro, la traccia uno è la versione long-play di circa 7 minuti mentre la terza è quella diffusa dalle radio e dura 4 minuti e 16 secondi.
Il 17 febbraio 2016 la Contempo Records ha pubblicato la ristampa in vinile arancio trasparente in tiratura limitata di 1 500 copie numerate a mano.

## Tracce
Lato A
1. Yassassin [2] – 7:31 (Bowie)

Durata totale: 7:31
Lato B
1. Elettrica danza – 3:21 (Litfiba)
2. Yassassin (Radio edit) – 4:16 (Bowie)

Durata totale: 7:37

## Formazione
- Piero Pelù - voce
- Antonio Aiazzi - tastiere
- Ghigo Renzulli - chitarra
- Gianni Maroccolo - basso
- Ringo De Palma - batteria

## Videoclip
Per tutte e 3 le tracce è stato realizzato il videoclip